# غريغ بايرنز
غريغ بايرنز (بالإنجليزية: Greg Byrnes)‏ هو لاعب دوري الرغبي أسترالي، ولد في 19 يناير 1987 في أثرتون في أستراليا.